# Mychajliwka (rejon mirhorodzki)
Mychajliwka (ukr. Михайлівка) – wieś na Ukrainie, w obwodzie połtawskim, w rejonie mirhorodzkim, w hromadzie Hohołewe. W 2001 liczyła 625 mieszkańców.